# Loch (Familienname)
Loch ist ein Familienname, der vor allem im deutschsprachigen Raum vorkommt.

## Namensträger
- Anne Loch (1946–2014), deutsche Künstlerin
- Cheyenne Loch (* 1994), deutsche Snowboarderin
- Eduard Loch (1868–1945), deutscher Lehrer und Studentenhistoriker
- Felix Loch (* 1989), deutscher Rennrodler
- Franz Carl Loch (1924–2002), deutscher HNO-Arzt und Standespolitiker
- Günther Loch (1907–1944), österreichischer Schriftsteller und Widerstandskämpfer
- Hans Loch (1898–1960), deutscher Politiker
- Hans Loch (Architekt) (1924–2005), österreichischer Architekt
- Herbert Loch (1886–1975), deutscher General der Artillerie
- Jana Chantal Loch (* 1990), deutsche Sängerin
- Johann Eduard Loch (1840–1905), deutscher Altphilologe
- John Loch (1781–1868), britischer Politiker
- Kenneth Loch (1890–1961), britischer Generalleutnant der British Army
- Lisa Loch (* 1985), deutsches Model
- Mario Loch (* 1969), deutscher Boxer
- Norbert Loch (* 1962), deutscher Rennrodler und Rodeltrainer
- Rainer Loch (* 1961), deutscher Basketballtrainer und -spieler
- Samuel Loch (* 1983), australischer Ruderer
- Siegfried Loch (* 1940), deutscher Schallplattenmanager und Produzent
- Theo M. Loch (1921–1987), deutscher Journalist
- Thorsten Loch (* 1975), deutscher Offizier und Militärhistoriker
- Tillmann Loch (* 1960), deutscher Urologe und Handballspieler
- Walter Loch (Historiker) (1923–2013), deutscher Historiker und Journalist
- Walter Eberhard Loch (1885–1979), deutscher Maler, Grafiker, Schriftsteller und Kunsthandwerker
- Werner Loch (1928–2010), deutscher Pädagoge
- Wilhelm Loch (1892–1969), deutscher Politiker (NSDAP)
- Wolfgang Loch (1915–1995), deutscher Psychoanalytiker